# Железничка станица Хоргош Камараш
Железничка станица Хоргош Камараш у Хоргошу, подигнута је 1887. године и представља непокретно културно добро као споменик културе.
Зграда железничке станице изграђена је две деценије након проласка првог воза пругом Суботица—Сегедин, 1869. године, а упоредо са настанком излетишта Хоргош Камараш, насеља са низом летњиковаца на простору палићких винограда. 

## Архитектура станице
Железничка станица Хоргош Камараш је спратна зграда правоугаоне основе са приземним тремом-чекаоницом, подужно постављена уз пругу. У обликовању железничке станице се прожимају стилске одлике еклектике и сецесије. Архивски извори о објекту до сада нису познати. Централни блок са благо израженим ризалитом прекривен је шаторастим кровиштем, покривен етернитом. Уз источну фасаду прислоњен је приземни блок-чекаоница за путнике. Зидно платно прекривено је клинкер опеком, а сокл и декоративна архитектонска пластика је изведена у виду профилисаних трака около отвора, сецесијских контура у малтеру. Овај вид декорације понавља се на све четири фасаде. Бочно дуж централног ризалита теку плитки пиластри, који наглашавају вертикалу грађевине, до саме атике, са декорацијом у виду квадера. Прочеона фасада има у централном делу двокрилни застакљени дрвени портал, бочно са по једним правоугаоним прозором са жалузинама. Спратни део наглашен је хоризонталним профилисаним тракама које теку дуж ризалита. Спратни део у центру, над улазом има два удвојена једнокрилна лучна прозора, а бочно је по један двокрилни истих обриса. Прозори спратног дела су без жалузина.
Била је ово једна од ретких железничких станица са елементима сецесије. Данас се налази у веома трошном стању.